# فيلهلم السابع (لاندغراف هسن-كاسل)
فيلهلم السابع (21 يونيو 1651 - 21 نوفمبر 1670)؛ كان لاندغراف هسن-كاسل، هو الابن الأول لوالديه فيلهلم السادس لاندغراف هسن-كاسل وزوجته هيدفيغ صوفي ابنة غيورغ فيلهلم ناخب براندنبورغ وإليزابيث شارلوته من بالاتينات، أصبحت شقيقته الكبرى شارلوت آمالي ملكة الدنمارك والنرويج القرينة.
ورث فيلهلم السابع لاندغريفية بعد وفاة والده في 1663 ولأنه كان قاصراً أصبحت والدته الوصية عليه، خلال عهده أصبح مخطوباً من ابنة خالته ماريا أماليا كيتلر، وشرع في انطلاق جولته الكبرى في أوربا نحو هولندا وإنجلترا وفرنسا، وخلال إقامته في باريس أصيب بمرض بسبب الحمى، حاول أطباء الفرنسيين علاج الشاب البالغ من 19 عاماً، ولكن العلاج أدى إلى وفاته، دفن في كنيسة سان مارتن في كاسل، تزوجت خطيبته من شقيقه وخليفته كارل.
- Hans Philippi: Die Landgrafschaft Hessen-Kassel 1648–1806, in the series Veröffentlichungen der Historischen Kommission für Hessen, issue 46, also Kleine Schriften, vol. 8, Marburg, 2007.
- Franz Carl Theodor Piderit: Geschichte der Haupt- und Residenzstadt Kassel p. 239
- Kaspar Nöding: Statistik, Topographie und Geschichte des Landgräflich und Kurfürstlichen ... p. 222 f.